# 8e division d'infanterie algérienne
Pour les articles homonymes, voir 8e division et division d'infanterie algérienne.
La 8e division d'infanterie algérienne (8e DIA) est une division française d'infanterie  de l'armée d'Afrique. Créée pendant la Seconde Guerre mondiale, elle n'est pas engagée au combat.

## Historique
Dans les plans visant à la création de l'Armée française de la Libération, la division doit prendre le nom de 2e division d'infanterie algérienne et être formée à partir de la division d'Oran. Renommée 8e division d'infanterie algérienne, elle est officiellement créée le 16 juillet 1943.
La division, installée en Oranie (avec quartier général à Oran), reçoit de l'équipement américain à partir de la fin 1943. La division compte alors 13 196 hommes, soit environ son effectif théorique. Mais la division manque de cadres européens et n'a pas de services.
En janvier 1944, la dissolution de la division est annoncée à ses officiers par le général de Lattre de Tassigny. L'objectif est de renforcer la 7e division d'infanterie algérienne et plus largement de recompléter les rangs des unités du corps expéditionnaire français en Italie.
La division est dissoute le 17 février 1944. À partir du mois précédent, ses unités ont commencé à rejoindre la 3e division blindée ou la 7e division d'infanterie algérienne.

## Composition
- 2e régiment de tirailleurs algériens[2]
- 6e régiment de tirailleurs algériens[2]
- 9e régiment de zouaves, jusqu'en octobre 1943[2]
- 7e régiment de tirailleurs marocains, à partir d'octobre 1943[2]
- 2e régiment de spahis algériens[2]
- 66e régiment d'artillerie d'Afrique[2]
- 23e groupe de forces terrestres antiaériennes[3], à partir de décembre 1943[2]
- Compagnie de transmissions no 82/84[2]
- Compagnie de quartier-général no 82/28[2]
- Pas de bataillon du génie, pas de services[2].

## Commandants
- 16 juillet 1943 - 3 décembre 1943 : général Richard (tué dans un accident de la route)[2]
- 3 décembre 1943 - 17 février 1944 : général Noël du Payrat[2]